# Cabo de Santa Marta
Cabo de Santa Marta é um cabo que abriga o Farol de Santa Marta, localizado em Laguna, no estado de Santa Catarina, Brasil.
Além do Farol e a Capela adjacente, existem enormes sambaquis, sítios arqueológicos onde as populações pré-Colombianas usavam como depósito de resíduos. 
As praias do Cabo de Santa Marta são a Prainha, a Praia do Cardoso, a Praia da Cigana e a Praia Grande. Na Cigana, pode-se praticar sand board nas dunas. Todas são indicadas para banho e surfe.
Saindo do Farol para o centro de Laguna, encontra-se dois museus em homenagem a uma grande personalidade da cidade, Anita Garibaldi. Um dos museus, que era sua casa, conta a história da brava Anita na Guerra dos Farrapos e também na Itália.

## Surfe
O Cabo de Santa Marta possui 11 praias em que o surf é praticado, como segue:
Cigana - Direitas e esquerdas perfeitas com fundo de areia;
Cardoso - Direitas e esquerdas quilométricas, famoso por suas ondas nos grandes swells;
Prainha - Pequena praia no coração do Farol de Santa Marta, muito badalada entre os surfistas nativos;
Praia Grande - No lado sul é chamada de Mocó, onde rolam as direitas com vento sul, ao norte é chamada de Santa Marta, onde rolam ondas com vento nordeste, e situa-se ao lado do Morro da Galheta;
Praia da Galheta - Direitas e esquerdas perfeitas para ondulação de até 2,0 metros;
Ipuã - Praia onde as ondas rolam com vento nordeste, possui uma laje de pedra submersa que favorece a qualidade desta onda;
Praia da Teresa - Pequena praia com costão de pedra nos dois lados onde as direitas rolam sem fim nos dias bons;
Siriú - Praia menor que a da Teresa e situada entre esta e a Praia do Gravatá, é pouco procurada pelos surfistas;
Gravatá - Praia onde só se chega após 30 minutos de caminhada entre a vegetação nativa e as dunas, é pequena com fundo de areia e costão de pedra onde quebram as ondas com vento nordeste;
Prainha - Do lado direito dos Molhes de Laguna está situada a última praia surfável no Cabo de Santa Marta, é bem pequena e as ondas quebram junto aos molhes, mas com as obras de ampliação do mesmo esta onda perdeu sua qualidade.

## Boemia
A noite do Cabo de Santa Marta já foi agitada, com bares e grande movimentação em meio a estrada geral. etc. Nos dias atuais (2014-2019) a comunidade está mais organizada e direcionando os atrativos noturnos para algo mais calmo, familiar e espiritual. Há opções de restaurantes, pizzarias e uma balada Roots, ao som de reggae.

## Informações
- Acesso: Laguna está há 118 km de Florianópolis. O acesso é pela rodovia BR-101, até o trevo de Laguna. Pode-se chegar até ao farol, distante 17 km do centro de Laguna,[2] através do Canal da Barra, uma travessia de balsa de mil metros, que funciona 24h por dia, e depois pela rodovial estadual SC-100.[3]